# Рацун Сергій Петрович
Сергі́й Петро́вич Рацу́н (1976—2020) — старший солдат Збройних сил України, учасник російсько-української війни.

## Життєпис
Народився 1976 року в селі Москвитянівка (Полонський район, Хмельницька область). В Малошкарівській ЗОШ закінчив 9 класів, по тому — Грицівське ВПУ № 38, тракторист, працював за фахом у місцевому фермерському господарстві. 1994-го призваний до лав ЗСУ; направлений для проходження військової служби до навчального центру «Десна», після закінчення навчання — в лавах 95-ї аеромобільної бригади. З 1996 року мешкав у місті Славута; працював на славутському заводі «Будфарфор». Займався благодійністю — допомагав онкохворим дітям.
З 2 серпня 2014 року проходив службу за мобілізацією — в 128-й бригаді, кулеметник. Воював поблизу Дебальцевого, зокрема, біля Санжарівки (за висоту 307,5 м). У травні 2016-го підписав контракт з 93-ю бригадою, старший солдат, механік-водій БМП-2 механізованого батальйону. Брав участь в боях біля Кримського, Новотроїцького, Авдіївки, постійно подовжуючи контракт. 2019 року був задіяний в навчаннях Combined Resolve (у Німеччині).
5 січня 2020 року у вечірню пору загинув поблизу села Кримське (Новоайдарський район) від кулі снайпера — зазнав поранення у голову під час обстрілу з боку окупованого Жолобка.
9 січня 2020-го похований з військовими почестями у Славуті, на Новому кладовищі. Останню дорогу Сергія люди встеляли квітами..
Без Сергія Рацуна лишились мама, три брати, дружина, донька Софія і пасинок Олексій Залевський (теж учасник війни).

## Нагороди та вшанування
- Указом Президента України № 50/2020 від 11 лютого 2020 року за «особисту мужність і самовіддані дії, виявлені у захисті державного суверенітету та територіальної цілісності України» нагороджений орденом За мужність III ступеня (посмертно)[4].
- 27 червня 2021 року на фасаді Малошкарівської ЗОШ відкрито меморіальну дошку.
- Вшановується в меморіальному комплексі «Зала пам'яті», в щоденному ранковому церемоніалі 5 січня[5][6].